# 楊中玄
楊中玄（？—？），號攝山，南直隶扬州府兴化县人。明末政治人物。

## 生平
天啓四年（1624年）甲子科应天乡试举人，天啓五年（1625年）联捷乙丑科進士，初授河间府推官，改汀州府，剪除奸蠹，平反冤狱，以卓异行取，会贼刘香老拥大众自潮犯汀，郡邑望风披靡，中玄署府县诸篆，饬兵亲冒矢石御之，数出奇制胜，贼就擒，方叙功而中玄以劳卒。